# Elecciones municipales de San Martín de 2019
Las elecciones en el departamento de San Martín de 2019 tuvieron lugar el 1 de septiembre, desdoblándose de las elecciones provinciales. En dicha elección se eligieron intendente municipal y concejales. Estuvieron habilitados para votar 93,841 sanmartinianos, repartidos en 274 mesas electorales.
Las candidaturas oficiales se definieron en las elecciones primarias, abiertas, simultáneas y obligatorias (PASO) que tuvieron lugar el 28 de abril de 2019.
El intendente en funciones, Jorge Giménez, perdió contra el candidato radical, Raúl Rufeil.

## Resultados

### Elecciones primarias
Las elecciones primarias, abiertas, simultáneas y obligatorias (PASO) tuvieron lugar el 28 de abril de 2019. Se presentaron once precandidatos a la intendencia por siete frentes políticos distintos.
|  | 59,09 % |

|  | 55,99 % |

|  | 39,19 % |

|  | 1,72 % |

|  | 93,56 % |

|  | 30,36 % |

|  | 6,44 % |

|  | 57,19 % |

|  | 5,45 % |

|  | 42,81 % |

|  | 3,76 % |

|  | 1,79 % |

|  | 1,65 % |

|  | 0,98 % |

|  | 96,72 % |

|  | 1,18 % |

|  | 2,09 % |

|  | 75,76 % |

|  | 100 % |

### Elecciones generales
Las elecciones generales tuvieron lugar el 1 de septiembre de 2019. El cargo a la intendencia se disputó entre los cuatro candidatos que lograron superar las elecciones primarias.

#### Intendente
|  | 50,34 % |

|  | 42,74 % |

|  | 3,59 % |

|  | 3,33 % |

|  | 97,94 % |

|  | 0,76 % |

|  | 1,30 % |

|  | 74,73 % |

|  | 100 % |

#### Concejales
|  | 50,14 % |

|  | 42,59 % |

|  | 3,73 % |

|  | 3,54 % |

|  | 97,45 % |

|  | 1,22 % |

|  | 1,33 % |

|  | 74,73 % |

|  | 100 % |